# Gănești
Gănești (Vámosgálfalva en hongrois, Gallendorf en allemand) est une commune roumaine du județ de Mureș, dans la région historique de Transylvanie et dans la région de développement du Centre.

## Géographie
La commune de Gănești est située au sud-ouest du județ, sur le Plateau de Târnava (Podișul Târnavelor), sur la Târnava Mică, à 5 km à l'est de Târnăveni dont elle est quasiment un faubourg et à 34 km, au sud-ouest de Târgu Mureș, le chef-lieu du județ.
La municipalité est composée des trois villages suivants (population en 2002) :
- Gănești (3 523), siège de la municipalité ;
- Păucișoara (235) ;
- Sub Pădure (78).

## Histoire
La première mention écrite du village date de 1302 sous le nom de Galfalva.
La commune de Gănești a appartenu au royaume de Hongrie, puis à l'empire d'Autriche et à l'Empire austro-hongrois.
En 1876, lors de la réorganisation administrative de la Transylvanie, elle a été rattachée au comitat de Kis-Küküllő dont le chef-lieu était la ville de Târnăveni.
La commune de Gănești a rejoint la Roumanie en 1920, au Traité de Trianon, lors de la désagrégation de l'Autriche-Hongrie. Après le deuxième arbitrage de Vienne, elle a été de nouveau occupée par la Hongrie de 1940 à 1944, période durant laquelle sa petite communauté juive fut exterminée par les Nazis. Elle est redevenue roumaine en 1945.

## Politique
Le Conseil Municipal de Gănești compte 13 sièges de conseillers municipaux. À l'issue des élections municipales de juin 2008, Ștefan Keszeg (UDMR) a été élu maire de la commune.
| Parti                                      | Nombre de conseillers |
| ------------------------------------------ | --------------------- |
| Union démocrate magyare de Roumanie (UDMR) | 9                     |
| Parti démocrate-libéral (PD-L)             | 1                     |
| Parti social-démocrate (PSD)               | 1                     |
| Parti civique hongrois (PCM)               | 1                     |
| Candidat indépendant                       | 1                     |

## Religions
En 2002, la composition religieuse de la commune était la suivante :
- Réformés, 57,35 % ;
- Chrétiens orthodoxes, 25,88 % ;
- Catholiques romains, 7,16 % ;
- Pentecôtistes, 3,91 % ;
- Unitariens, 2,99 %.

## Démographie
En 1910, la commune comptait 1 106 Roumains (31,11 %), 18 Allemands (0,51 %) et 2 358 Hongrois (66,33 %).
En 1930, on recensait 1 180 Roumains (30,44 %), 2 542 Hongrois (65,58 %), 11 Allemands (0,28 %), 29 Juifs (0,75 %) et 108 Tsiganes (2,79 %).
En 2002, 974 Roumains (25,39 %) côtoient 2 565 Hongrois (66,86 %) et 293 Tsiganes (7,63 %). On comptait à cette date 1 515 ménages et 1 372 logements.
| 1850  | 1880  | 1900  | 1910  | 1930  | 1956  | 1977  | 1992  | 2002  |
| ----- | ----- | ----- | ----- | ----- | ----- | ----- | ----- | ----- |
| 2 527 | 2 650 | 3 173 | 3 555 | 3 876 | 4 180 | 4 354 | 3 900 | 3 836 |

| 2007  | - | - | - | - | - | - | - | - |
| ----- | - | - | - | - | - | - | - | - |
| 3 987 | - | - | - | - | - | - | - | - |

## Économie
L'économie de la commune repose sur l'agriculture (céréales, vigne), l'élevage (bovins) et la transformation du bois.

## Communications

### Routes
Gănești est située sur la route régionale DJ142 Târnăveni-Bălăușeri.

### Voies ferrées
La ligne de chemin de fer Blaj-Praid desset la commune.

## Lieux et monuments
- Gănești, château Rhédey-Rothenthal du XVIIIe siècle.

- Gănești, église catholique de 1806.

- Sub Pădure, église en bois des Sts Archanges de 1750.

## Jumelages
La commune est jumelée avec :
- Budapest (Hongrie) depuis 1997, quartier de Csepel.

Le village de Gănești est jumelé avec
- Nagyhegyes (Hongrie) depuis 2003.

Celui de Seuca est jumelé avec
- Magyarcsanád (Hongrie) depuis 2003.